# كيفن مورغان
كيفن مورغان (بالإنجليزية: Kevin Morgan)‏ هو سياسي أسترالي، ولد في 22 مايو 1921 بولونغونغ في أستراليا، وتوفي في 6 سبتمبر 2003 في أستراليا. حزبياً، نشط في حزب العمال الأسترالي. وقد انتخب عضو الجمعية التشريعية نيو ساوث ويلز.